# Beatas Fradera y Ferragutcasas
Las hermanas Fradera y Ferragutcasas (María del Carmen, María Rosa y María Magdalena) (Riudarenas, 1895 a 1902 - Lloret de Mar, 27 de septiembre de 1936) fueron tres hermanas de la congregación de las Misioneras Corazón de María, muertas en la persecución anticlerical en los inicios de la guerra civil española. Consideradas mártires, son veneradas como beatas en la Iglesia católica.

## Biografía
María del Carmen nació el 25 de octubre de 1895 e ingresó en el noviciado de Mataró de la congregación de las Misioneras Corazón de María el 2 de julio de 1921 y se afilió el 3 de febrero de 1923. Después, trabajó en el colegio de Mataró.
María Rosa, nacida el 20 de noviembre de 1900, ingresó en el noviciado de Olot el 8 de diciembre de 1922 y se afilió el 25 de julio de 1924. Trabajó en Olot y Santa Coloma de Farnés como educadora.
María Magdalena nació el 12 de diciembre de 1902, ingresó en el noviciado de Olot el 19 de junio de 1922 y se afilió el mismo día que Rosa, siendo destinada a Camprodón y Cassá de la Selva.
Al estallar la guerra civil española, las tres hermanas recibieron la orden de dejar las comunidades y fueron a la casa solariega de Riudarenas. No obstante, fueron secuestradas por milicianos el 27 de septiembre de 1936 y ejecutadas la madrugada del mismo día en el bosque de los Hostalets tras sufrir varias violaciones.

## Reliquias y veneración
La exhumación de los cadáveres, enterrados en una fosa común, se produjo el 28 de agosto de 1937. Más tarde fueron trasladadas al cementerio de Riudarenas y, en 1939, al de Gerona. Finalmente, los restos de las monjas se depositaron en 1974 en la Casa-Madre de la congregación, en Olot.
Su causa de beatificación se abrió en 1953, y fueron proclamadas sirvientas de Dios.
El 16 de diciembre de 2006, el Papa Benedicto XVI autorizó la promulgación de los decretos de la Congregación para la Causa de los Santos referidos a la beatificación de 69 muertos durante la guerra civil española, entre los cuales estaban las tres hermanas Fradera. Fueron beatificadas en Roma el 28 de octubre de 2007.